# Fernando Braga
Fernando Braga dos Santos (São Luís, 29 de maio de 1944 — Brasília, 11 de março de 2022)  Advogado, Poeta, Ensaísta e Jurista brasileiro.

## Biografia
Fernando Braga dos Santos é advogado, poeta, ensaísta e pesquisador brasileiro, nascido em São Luís do Maranhão em 29 de maio de 1944. Possui também nacionalidade portuguesa, adquirida pelo princípio do jus sanguinis. Servidor aposentado do quadro efetivo do Senado Federal, cursou Ciências Jurídicas e Sociais na Faculdade de Direito do Distrito Federal, em Brasília, onde também realizou extensão universitária em Ciência Política na Universidade de Brasília (UnB), por meio do método da Open University inglesa. Realizou estágio em Direito Penal Comparado no Centre d’Études de Civilisation Française da Universidade de Paris-Sorbonne.

## Obras e Trajetória Literária
Publicou os seguintes livros de poesia: Silêncio Branco (São Luís, 1967), Chegança (São Luís, 1970), Ofício do Medo (São Luís, 1977), Planaltitude (Brasília, 1978), O Exílio do Viandante (Brasília, 1982), Campo Memória (Brasília, 1992), O Sétimo Dia (São Luís, 1997), Poemas do Tempo Comum (São Luís, 2009), O Puro Longe (Caldas Novas, 2012), Magma (Goiânia, 2014), Sabolim (Goiânia, 2019), além de São Luís: azulejos e poesia, um roteiro histórico-sentimental da capital maranhense, que recebeu menção honrosa no concurso literário Dunshee de Abranches, promovido pela Academia Maranhense de Letras em parceria com o Jornal do Brasil (Sioge, 1969).
No campo do ensaísmo, publicou Um olhar sobre a controvertida figura do poeta português Manuel Maria Barbosa du Bocage, na Revista Encontro, Ano 12, nº 12 (Gabinete Português de Leitura de Pernambuco, junho de 1996). Esse texto é excerto do livro Elmano, o injustiçado cantor de Inês, posteriormente publicado pela Gráfica e Editora Criativa (Caldas Novas, 2010), e lançado nas cidades de Setúbal, Aveiro e Ílhavo (Portugal), junto com o livro de poemas Magma, em 2014. Outros ensaios publicados incluem: Do Estado à Teoria das Elites (Revista da Procuradoria-Geral do Distrito Federal, nº 29, dezembro de 1982); Da Codificação à Lei Civil Brasileira (Revista de Informação Legislativa do Senado Federal, nº 126, abr./jun. 1995); Conservadorismo, Liberalismo e Social Democracia (Revista de Informação Legislativa do Senado Federal, nº 123, abr./jun. 1997); Pombal e o Positivismo como indicadores de influência (Revista de Informação Legislativa do Senado Federal, nº 137, jan./mar. 1998). Organizou ainda o Memorial de Pedro Braga Filho (discursos acadêmicos e parlamentares), com seleção de textos, introdução e notas, publicado pela Editora Verano, Brasília, 2000.
Participa das seguintes antologias: Poesia Maranhense Hoje, ou 50 anos de Poesia, de Carlos Cunha (São Luís, 1974); Tempo Ladeado (apontamentos de bolso), de Nauro Machado (Sioge, São Luís, 1974); Lâmpadas do Sol, de Carlos Cunha (Editora Fon-Fon, Seleta, Rio de Janeiro, 1980); Brasília na Poesia Brasileira, organizada por Joanyr de Oliveira (INL-Pró-Memória, Ed. Cátedra, Rio de Janeiro, 1982); Antologia da União Brasileira de Escritores, organizada por Torrieri Guimarães e Guido Fidélis (Ed. Soma, São Paulo, 1982); A Intelectualidade Maranhense, organizada por Clóvis Ramos (1ª série, fase contemporânea – apontamentos para o dicionário bibliográfico do Estado do Maranhão, Centro Gráfico do Senado Federal, 1990); Enciclopédia de Literatura Brasileira, vols. 1 e 2, de Afrânio Coutinho (OLAC/FAE, Ministério da Educação, Rio de Janeiro, 1990), depois revisada por Graça Coutinho e Rita Moutinho para o Dicionário Histórico Brasileiro (Fundação Getúlio Vargas, Rio de Janeiro, 2001); Poesia Maranhense no Século XX, organizada por Assis Brasil (Sioge/Imago, Rio de Janeiro, 1994); Poesia de Brasília, organizada por Joanyr de Oliveira (Livraria e Editora Sette Letras, Rio de Janeiro, 1998); Poesia Sempre, nº 35, Ano 15 (2008, edição especial sobre a Polônia), revista da Fundação Biblioteca Nacional; Juegos Florales, edição bilíngue comemorativa dos 3ºs Jogos Florales do Século XXI (Uruguai, 2011), promovido pela aBrace Cultural e aBrace Editora. No mesmo ano, participou de festival de poesia em Havana, Cuba.
Por sua dupla nacionalidade, figura na antologia Entre o Sono e o Sonho - Antologia de Poetas Portugueses Contemporâneos, Tomo V, Volume I (Editora Chiado, Lisboa, março de 2013). Recebeu da Academia Maranhense de Letras, em 22 de dezembro de 1972, o Diploma e a Medalha “Graça Aranha”, em comemoração ao cinquentenário da Semana de Arte Moderna e ao septuagésimo aniversário do romance Canaã.

## No Meio Acadêmico
É membro das seguintes instituições: Ordem dos Advogados do Brasil (Seção do Distrito Federal), União Brasileira de Escritores (Seção de São Paulo), Ordem Nacional de Escritores (Seção de São Paulo), Sindicato dos Escritores do Distrito Federal, Sindicato dos Professores Universitários do Estado de Goiás, Academia Barra-Cordense de Letras, Academia de Letras e Artes de Caldas Novas. É sócio correspondente do Instituto Histórico e Geográfico do Maranhão (IHGM) e da Academia Ludovicense de Letras (ALL), além de membro efetivo da Academia Maranhense de Letras, ocupando a Cadeira nº 2, em sucessão ao poeta Waldemiro Antônio Bacelar Viana.